# Sport José Pardo
El club Sport José Pardo fue un equipo de fútbol, del Cercado de Lima ,del Perú. El club se fundó en junio de 1909 y fue uno de los primeros equipos de la capital en practicar el fútbol.

## Historia
El Sport José Pardo fue fundado por alumnos del colegio Nuestra Señora de Guadalupe del barrio de Guadalupe, quienes fueron campeones del campeonato interescolar de 1899. Inicialmente participó en campeonatos organizados por equipos de la capital como por ejemplo: Unión Cricket (fútbol), Escuela de Artes y Oficios, Sport Mercedarias, Porvenir F.B.C., Unión Foot Ball Club Guadalupe, Sport Escolar Mercedarias y otros.
Posteriormente, extendió con los equipos chalacos tales como: Atlético Chalaco , el Club Unión Juvenil  del Colegio San Pablo, Club Libertad, San Martín, Sport Bolognesi, Club José Pardo del Colegio José Pardo, entre otros. Todos estos hechos sucedieron antes de la creación de la Liga Peruana de Fútbol en 1912.

## Presidente
- E. Armando de Oyague

## Jugadores
- Gustavo Rodríguez

## Uniforme
Evolución Indumentaria.
| Titular 1 | Titular 2 | Titular 3 | Titular 4 | Titular 5 | Titular 6 |

## Enlaces
- Tema: La Liga Peruana de Fútbol., Capítulo 2 de La difusión del fútbol en Lima, tesis de Gerardo Álvares Escalona, Biblioteca de la Universidad Nacional Mayor de San Marcos
- Tesis Difusión del Fútbol en Lima- Cap.2
- Tema: La Liga Peruana de Fútbol., Capítulo 4 de Espectáculo y Autogobierno Del Fútbol, tesis de Gerardo Álvares Escalona, Biblioteca de la Universidad Nacional Mayor de San Marcos
- Tesis Difusión del Fútbol en Lima- Cap 4.

- Datos: Q28663463